# Pjedsted
Pjedsted er en lille by i Sydjylland med 591 indbyggere  (2024). Pjedsted er beliggende en kilometer nord for Bredstrup, ni kilometer vest for Fredericia og 16 kilometer syd for Vejle. Byen tilhører Fredericia Kommune og er beliggende i Region Syddanmark.
Pjedsted hører til Pjedsted Sogn.